# Nicolae Olteanu
Nicolae Olteanu (n. 24 iulie 1951) este un jurist, demnitar și diplomat român. Facultatea de Drept, București (1975). Magistrat, procuraturile Curtea de Argeș și Pitești (1975-1990). Avocat, Barourile Argeș (1990-1995), București (1995-2004). Responsabilități politice și administrative: Primarul Municipiul Pitești (1990); Prefect, Argeș (1990); Deputat român în legislatura 1990-1992, ales în județul Argeș pe listele partidului FSN. Nicolae Olteanu a demisionat din Parlament pe data de 29 iulie 1991. Secretar general, Guvernul României, București (1991); Ambasador în Republica Ecuador (1991-1995). Activitate specializată: domeniul bancar din București: Director, Direcția de Control și Revizie, Credit Bank, București (1996-1997); director general, Direcția Juridică, Banca Română de Comerț Exterior (1997-1999); Președinte Director General, World Trade Center, (1999-2001). Asistent Cabinetul Președintelui World Trade Center, New York (2001-2004). Consilier, șef reprezentanță, Banca Comercială Română și Erste Bank Viena, la Moscova, Federația Rusă (2004-2009). Volum important: Nicolae Titulescu. Viața și opera (1995). Membru, Comitetul de Inițiativă și Susținere a Candidaților pentru Premiul Nobel pentru Pace, Oslo, Norvegia (2000-2004). Contribuții la reluarea principiilor moderne în administrație, justiție, sistemul financiar bancar din România. Recunoașteri publice.(C.D.B.).